# Avalanch
Avalanch er et spansk, progressiv metal/heavy metal-band fra Asturien, der blev dannet i 1993 af guitarist Alberto Rionda. 
Bandets seneste album udkom i 2011, og hedder Malefic Time: Apocalypse.

## Diskografi
- Ready to the Glory (1993)
- La llama eterna (1997)
- Eternal Flame (1998)
- Llanto de un héroe (1999)
- Dias de Gloria – Live (2000)
- El ángel caído (2001)
- Los poetas han muerto (2003)
- Las ruinas del Edén (2004)
- Mother Earth (2005)
- El hijo pródigo (2005)
- Un paso más – Greatest Hits (2005)
- Muerte y Vida (2007)
- El Ladrón de Sueños (2010)
- Malefic Time: Apocalypse (2011)

## Singler
- Save me (2000)
- Delirios de grandeza (2001)
- Lucero (2003)
- Las ruinas del Edén (2004)
- Where The Streets Have No Name (2004)
- Alas de cristal (2005)
- Mil Motivos (2010)
- Malefic Time: Apocalypse (2012)

## DVD
- Cien Veces (2005)
- Lágrimas Negras – (2006)
- Caminar sobre el agua – 2CD+DVD (2008)

## Covers
- Run To The Hills (Iron Maiden)
- Hell Patrol (Judas Priest)

## Medlemmer

### Nuværende medlemmer
- Alberto Rionda – Guitar
- Ramón Lage – Vokal
- Dany León – Guitar
- Francisco Fidalgo – Bas
- Chez García – Keyboard
- Marco Álvarez – Trommer

### Tidligere medlemmer
- Víctor García – Vokal
- Alberto Ardines – Trommer
- Roberto García- Bas
- Fernando Mon – guitar
- Juan Lozano – Vokal
- Roberto Junquera – Keyboard

## Eksterne links
- Officiel hjemmeside

| Musikgruppe | Spire Denne artikel om en musikgruppe er en spire som bør udbygges. Du er velkommen til at hjælpe Wikipedia ved at udvide den. |